# كسكسي كنكشن
كسكسي كنكشن هي عصابة دولية لتجارة المخدرات مقرها باريس. ظهرت عام 1980 وتواصلت إلى التسعينات وبداية الألفية. إذ كانت تستورد العصابة الهيروين والكوكايين من تونس عبر أمستردام وبروكسل إلى باريس، حيث وزعت المخدرات. تلقت محاكمة أعضاء العصابة في عام 1992 دعاية واسعة النطاق منذ اتهام الأخ الأكبر لرئيس تونس حبيب بن علي وشهر باسم منصف الحبيب بن علي وإدانته غيابيا لتورطه في غسل العائدات.
كان لدى العصابة ما لا يقل عن 30 عضوا، اعتقل 25 منهم ومثلوا في المحكمة. وكان قادة العصابة هم الإخوة الروما الستة Roma brothers ، مثل أربعة منهم أمام المحكمة واثنان هاربان اعتبارًا من عام 1992. وصدر أمر توقيف دولي لحبيب بن علي.
بدأت محاكمة "couscous connection'' ، الاسم المستعار لشبكة الاتجار بالمخدرات، في 17 تشرين الثاني / نوفمبر 1992 في الدائرة الرابعة عشرة لمحكمة باريس الجنائية. وقيل إن حبيب بن علي كان حامل الحقيبة لعائدات مبيعات الهيروين والكوكايين التي تم تهريبها بين تونس وأمستردام وباريس، واتُهم بغسل أموال المخدرات وخرق قوانين المخدرات. وقد تم تعليق البث العادي في تونس للبرنامج الإخباري للقناة التلفزيونية الفرنسية الثانية أثناء المحاكمة.
في 30 نوفمبر 1992، أدين حبيب بن علي غيابيًا وحُكم عليه بالسجن لمدة عشر سنوات. كجزء من نفس القضية، حُكم على 23 من أفراد العصابات، معظمهم تونسيون، بعقوبات مختلفة. في سنة 1 ديسمبر 1992 قابل محامي بن علي الفرنسي موكله في تونس وتم عقد مؤتمرا صحفيا من طرف المحامي زعم فيه أنه لا يوجد دليل على أن المنصف بن علي يستحق العقوبة. وقد صرح بقوله أن الإدانة كانت بسبب التلاعب السياسي وقد ألقى باللوم على الأصوليين الإسلاميين لتلفيق التهم في محاولة لتشويه اسم العائلة. وقع المازري حداد مقالًا في Libération عام 1992 حول «كسكس كنكشن».
وبحسب الكاتب الكندي ليز غارون، «ربما يكون حداد الصحافي التونسي الوحيد الذي وقع على مقال حول تورط شقيق الرئيس في تهريب المخدرات على الصعيد الدولي».
عُثر على بن علي مقتولاً في 14 ماي / أيار 1996 في شقة في تونس. كان هناك الكثير من التكهنات حول من أمر بقتله.

## كسكسي كنكشن في التلفزيون
لم يتطرق الإعلام التونسي كثيرا للعصابة الدولية التي كان يدير أموالها في تونس شقيق الرئيس السابق زين العابدين بن علي بينما ظهرت قصة مافيا "كسكسي كنكشن" في الدراما التونسية في رمضان 2020 عبر مسلسل النوبة 2، حيث جسد شخصية المنصف بن علي الممثل صلاح مصدق.